# Eurostudent
Eurostudent to bezpłatny, ogólnopolski magazyn studencki. Jest wydawany nieprzerwanie od 1995 roku. 
Obecny nakład Magazynu Akademickiego Eurostudent to 100 tys. egzemplarzy. Nakład ten jest kontrolowany przez Związek Kontroli Dystrybucji Prasy. Eurostudent jest kolportowany na uczelniach i w budynkach akademickich w 25 miastach Polski poprzez sieć własnych standów kolportażowych. W Eurostudencie czytelnicy znaleźć mogą artykuły dotyczące życia studenckiego, studiów i studiowania, gorące tematy oraz felietony Adama Szostkiewicza i Krzysztofa Mroziewicza. Ważnym działem magazynu są Praktyki, staże, rekrutacje, czyli poradnik jak radzić sobie na rynku pracy, jak wzbogacić swoje CV. W dziale tym studenci znajdą też ogłoszenia o pracy i stażach. 
Według badań czytelnictwa przeprowadzanych cyklicznie przez Instytut Badań Millward Brown SMG/KRC, Eurostudent od 3 lat utrzymuje pierwszą pozycję jako najchętniej czytany magazyn studencki. Wydawcą Eurostudenta jest Feniks Media Group.